# Cars: La Copa Internacional de Mate
Cars: La Copa Internacional de Mate es un videojuego de carreras desarrollado por Rainbow Studios y publicado por THQ para Xbox 360, Microsoft Windows, Nintendo DS, PlayStation 2, PlayStation 3, Game Boy Advance y Wii, lanzado el 29 de octubre de 2007. Es la secuela del videojuego cars de 2006, que se basó en la película Cars de Pixar. En 2009, una secuela llamada Cars: Race-O-Rama fue lanzada. Este es el último juego de Pixar en ser lanzado en Game Boy Advance.

## Jugabilidad
El juego está ambientado en el mundo de Cars de Radiador Springs, y el juego sobre la primera carrera Internacional de Mate, celebrada en Radiador Springs por Rayo McQueen. Hay algunos personajes nuevos que están en el juego. El juego cuenta con diferentes áreas de juego, y Radiador Springs, Ornament Valley, y Tailfin Pass se han actualizado. En Radiador Springs, se han añadido nuevas carreteras. En Ornament Valley, se han añadido un aeropuerto y varias nuevas formaciones rocosas. En Tailfin Pass, las carreteras han sido completamente renovadas. En las tres áreas de juego, algunas de las carreteras han sido bloqueadas y sólo se pueden jugar en carreras.

## Reparto
| Personaje                | Actor de voz original | Doblaje de Hispanoamérica | Doblaje de España      |
| ------------------------ | --------------------- | ------------------------- | ---------------------- |
| Rayo McQueen             | Keith Ferguson        | José Antonio Maciás       | Jesús Barreda          |
| Mate                     | The Cable Guy Larry   | Mario Filio               | Jorge Teixeira         |
| Doc Hudson               | Corey Burton          | José Lavat                | Juan Carlos Lozano     |
| Sargento                 | Paul Dooley           | Polo Ortín                | Héctor Garay           |
| Sheriff                  | Michael Wallis        | Francisco Colmenero       | Salvador Serrano       |
| Sally Carrera            | Bonnie Hunt           | Dulce Guerrero            | Lourdes Fabrés         |
| Ramón                    | Cheech Marin          | Jorge Arvizu              | Antonio Abenójar       |
| Snot Rod                 | Lou Romano            | Héctor Alcaraz            | Emilio de Villota Sr.  |
| Vince                    | Bryan Dechart         | Enrique Cervantes         | Antonio Abenójar       |
| Barry                    | Rob Izenberg          | Octavio Rojas             | Carlos López Benedí    |
| Giovanni                 | Luciano Palermi       | Noé Velázquez             | Carlos López Benedí    |
| Gudmund                  | Scott Wood            | José Luis Miranda         | David García Vázquez   |
| Fred                     | Andrew Stanton        | Ricardo Tejedo            | Jorge Teixeira         |
| Tommy Joe                | Bill Farmer           | Alfonso Obregón           | Miguel Ángel Montero   |
| Philip                   | Joe Smith             | Irwin Daayán              | Ramón González Goyanes |
| Emma                     | Cricket Leigh         | Gaby Ugarte               | Salomé Larrucea        |
| Lizzie                   | Katherine Helmond     | María Santander           | Salomé Larrucea        |
| Fillmore                 | Brian George          | Eduardo Tejedo            | Ángel Amorós           |
| Flo                      | Jenifer Lewis         | Ángela Villanueva         | Elena Ruiz de Velasco  |
| Luigi                    | Tony Shalhoub         | Salvador Nájar            | Arturo López           |
| Otto von Fassenbottom    | Dee Bradley Baker     | Alfredo Gabriel Basurto   | Leopoldo Ballesteros   |
| James P. Sulley Sullivan | John Goodman          | Gerardo Vásquez           | Alfredo Martínez       |
| Mike Wazowski            | Carlos Alazraqui      | Erick Salinas             | Fernando Cabrera       |

## Recepción
Cars Mater-National ha recibido críticas promedio de los críticos tras el lanzamiento. PSXExtreme le dio a este juego un 7.0, elogiando el mejor audio, pero criticó los gráficos.[cita requerida] IGN calificó la versión de Nintendo DS del juego 6.8/10, llamándolo "lindo" y "amigable para los niños", pero nunca se convirtió en 5.º equipo. [cita requerida] Metacritic anotaciones agregadas para la versión 69/100 de Nintendo DS, la versión 58/100 de Xbox 360, la versión 63/100 de PlayStation 3 y la versión 67/100 de PlayStation 2.